# Korda Mária
Korda Mária (született Farkas Antónia, külföldön Maria Corda) (Déva, 1898. május 4. – Genf, 1976. február 7.) filmszínésznő.

## Életútja
Farkas Ambrus és Kóczé Piroska leánya. Táncolni tanult, majd a színészi pályára lépett, ekkor még születési nevén, Farkas Antóniaként. Filmezéssel 1919-től foglalkozott. 1921. március 1-jén Budapesten, az Erzsébetvárosban férjhez ment Korda Sándor filmrendezőhöz, akinek produkcióiban sokáig főszereplő volt. 1919 őszén Bécsbe ment, itt és Berlinben, valamint Londonban és Hollywoodban filmezett. Népszerű színésznő volt, azonban a hangosfilm megjelenése után visszavonult.

## Fontosabb filmjei
- Ave Caesar (1919)
- Fehér rózsa (1919)
- Sámson és Delila (1923)
- Mayerling (1923)
- A rabszolgakirálynő (1924)
- Egy asszony, aki mindenkié (1924)
- Modern Dubarry (1926)
- Szép Heléna szerelmei (1927)
- A szerelem és az ördög (1927)

## További információ
- Korda Mária a PORT.hu-n (magyarul)
- Korda Mária az Internet Movie Database-ben (angolul)